# Агріппіна Молодша
Агріппіна Молодша — (лат. Agrippina Minor; 6 листопада 15 — 19 чи 23 березня 59) — перша римська імператриця та одна з найвидатніших жінок у династії Юліїв-Клавдіїв. Політична діячка, письменниця.
Її батьком був Германік, відомий римський діяч, прийомний син імператора Тиберія, що прославився як воєначальник широкомасштабних військових германських кампаній; а мати — Агріппіна Старша, внучка першого римського імператора Октавіана Августа. Вона була також молодшою сестрою Калігули, а також племінницею та четвертою дружиною Клавдія.
Джерела характеризують Агріппіну як безжалісну, амбіційну особистість. Вона була дуже гарною та авторитетною жінкою. У 59 році Агріппіна була страчена за наказом її сина, імператора Нерона.

## Родовід
Агріппіна була першою донькою і четвертою живою дитиною Агріппіни Старшої та Германіка. Вона мала трьох старших братів: Нерона Цезаря, Друза та майбутнього імператора Калігули, а також двох молодших сестер Юлію Друзіллу та Юлію Лівіллу. Двоє старших братів Агріппіни та її мати були вбиті за сприяння префекта Люціуса Еліуса Сеяна.
Її мати Агріппіна Старша, в честь якої її і назвали, згадувалася як скромна і героїчна матрона, яка була другою донькою і четвертою дитиною Юлії Старшої та державного діяча Марка Віпсанія Агріппи. Германік, батько Агріппіни, був дуже популярним полководцем і політиком. Його мати була Антонія Молодша, а його батьком був полководець Нерон Клавдій Друз. Він був першою дитиною Антонії Молодшої. Германік мав двох молодших братів і сестер; сестру звали Лівілла, а брат, майбутній імператор Клавдій, став третім чоловіком Агріппіни.

## Ранні роки життя
Агріппіна народилася 6 листопада 15 року в Оппід Убіорі, розташованому на території сучасного Кельну, Німеччина. Упродовж 15-16 років вона проживала разом із родиною у Германії, де служив її батько. У 18 році вона та її брати і сестри (крім Калігули) повернулися до Риму, де залишилися на виховання матері Тиберія та Друза Старшого — Лівії Друзеллі, а її батьки вирушили до Сирії для виконання службових обов'язків Германіка. У жовтні 19 році він раптово помер в Антіохії (сучасна Антак'я, Туреччина).
Смерть Германіка викликала велике суспільне горе в Римі, і породило чутки, що він був убитий зрадниками за наказом імператора Тиберія, а його вдова Агрипина Старша повернулася в Рим. Надалі Агріппіна Молодша виховувалася її матір'ю, бабусею Антонією Молодшою та її прабабусею Лівіллою. Коли їй було 14 років її дядько Тиберій став імператором і головою сім'ї після смерті Августа.

## Шлюб з Гнеєм Доміцієм Агенобарбарою
У 28 році Тиберій видав Агріппіну за батькового двоюрідного брата Гнея Доміція Агенобарба. Доміцій походив із знатної плебейської родини. Однак, у 16 році до н. е., відповідно до закону Сенія, Луцій Доміцій отримав патриціанський статус. Через свою матір Антонію Старшу, Доміцій був найстаршим племінником Августа. У нього було дві сестри; Доміція Лепіда Старша та Доміція Лепіда Молодша. Доміція Лепіда Молодша була матір'ю імператриці Валерії Мессаліни.
На думку Светонія, Доміцій був багатою людиною, але нечесним чиновником, який, за його словами, був «людиною, яка була в усіх аспектах свого життя огидною» і служив на посаді консулом у 32 році. Про їхній шлюб відомо дуже мало з джерел.

## Правління Калігули. Вигнання з Риму
Тиберій помер 16 березня 37 року, а єдиний брат Агріппіни, що вижив, Калігула, став новим імператором. Будучи сестрою імператора, Агріппіні набула великого впливу. Вона та її молодші сестри отримали від брата різні відзнаки. Так їм надавалися права дівчат весталок, такі як свобода перегляду публічних ігор з верхнього місця на стадіоні. Було викарбувано монети із зображеннями Калігули та його сестер. Римські монети, подібні до цих, ніколи не були випущені. Монети зображали Калігулу з одного боку, а його сестер — з іншого.
Навіть у присязі на вірність було додано імена його сестер. І це звучало як: «Я не буду цінувати моє життя чи дітей менш високо, ніж безпеку імператора та його сестер», або, якщо в консульських виразах: «Добре добра звертатися до імператора та його сестри».
У той час, коли помер Тиберій, Агріппіна завагітніла. Доміцій визнав батьківство дитини. Рано вранці в Антигумі 15 грудня Агріппіна народила сина. Агріппіна та Доміцій назвали їхнього сина Луцієм Доміцієм Агенобарбом у пам'ять нещодавно померлого батька Доміція. У майбутньому він стане імператором Нероном. Нерон був єдиною біологічною дитиною Агріппіни.
У 39 році Агріппіна та Лівілла, разом з їхнім родичем двоюрідним братом Ліпідом, брали участь у невдалій змові проти Калігули, що називалася «Ділянка трьох кинджалів», яка полягала в тому, щоб зробити Ліпіда новим імператором. Ліпіда, Агріппіну та Лівілу було викрито. Ліпід був страчений, Агріппіна та Лівілла були заслані своїм братом на Понціанські острови.

## Правління Клавдія
24 січня 41 року вбито Калігулу і Клавдій став новим римським імператором. Він у першу чергу повернув до Риму вигнанців Агріппіну та Лівіллу. Лівілла повернулася до свого чоловіка, а Агріппіна була возз'єднана з відчуженим сином. Згодом вона вийшли за Гайя Саллюстія Криспа Пассієна, який усиновив Луція. Крисп був видатним, впливовим, дотепним, багатим і могутнім чоловіком, який двічі був консулом. Мало відомо щодо їхніх відносин, але Крисп незабаром помер (можливо отруєний Агріппіною) і залишив всі свої статки Нерону. Пізніше того ж року в «Світських іграх», присутні там Агріппіна з Люцієм, отримали від аудиторії великі оплески. Багато людей намагалися показати співчуття й симпатію Агрипині через невдалі обставини у її житті та смерть чоловіка. Агріппіна написала мемуари, в яких описувала нещастя своєї родини й надала запис про життя своєї матері.
У 49 році Агріппіна та імператор Клавдій одружилися на Новий рік. Цей шлюб викликав широке неприйняття. Це було частиною плану Агріппіни, щоб зробити Луція новим імператором. Її шлюб з Клавдієм не базувався на любові, а на владі. Вона швидко ліквідувала своїх суперників та почала розчищати шлях до влади сину.

## Шлях до влади
У 48 році, поки Клавдій був у Остії, норовлива Мессаліна вирішила відлучити від влади слабохарактерного Клавдія та зробити імператором свого коханця, Гая Сілія. Сілій був бездітний і мав всиновити Британіка, щоб влада потім перейшла до нього. Виконуючи свій задум, Мессаліна навіть вийшла за Сілія в присутності свідків і підписала шлюбний контракт, хоча не була розлучена з Клавдієм.
Один з впливових вільновідпущеників при дворі Клавдія, що займав пост відповідального за переписку (лат. praepositus ab epistulis) Тиберій Клавдій Нарцис, доніс про це імператору. Той, будучи людиною м'якою і податливою, вагався у прийнятті рішення, і тоді Нарцис сам, від імені імператора, віддав преторіанцям команду про захоплення і страту Мессаліни та Сілія.
Одразу ж після страти Мессаліни почалися пошуки нової дружини для Клавдія. Знаючи його натуру, і те, що він легко потрапляв під вплив своїх дружин, впливові особи з його оточення виставляли свої кандидатури знатних римлянок, щоб через них потім управляти імператором. Нарцис, обласканий Клавдієм за розкриття змови, радив йому знову одружитися з Елією Пеціною. Клавдій уже був на ній одружений і розлучився, щоб одружитися з Мессаліною. Зі свого боку Калліст висував кандидатуру Лоллії Пауліни, доньки колишнього консула Марка Лоллія. Однак Клавдій прислухався до думки іншого вільновідпущеника — Марка Антонія Палланта. Паллант був скарбником, до того ж скарбником хорошим. З початком правління Клавдія він став одним із найвпливовіших людей в Римській імперії. Пізніше Нерон його отруїв. Ще в 47 році Агріппіна стала коханкою Палланта. Після смерті Мессаліни він запропонував Клавдію її кандидатуру на нову дружину. Також її кандидатуру підтримав і Нарцис, так як він остерігався помсти з боку Британіка, якби той став імператором. Якщо ж дружиною Клавдія ставала Агріппіна, то було ясно, що наступним імператором швидше за все буде Нерон. Спершу Клавдій вагався. Однак умовляння Палланта, в основному про з'єднання гілок Германіка і Клавдія та укріплення тим самим династії, а також пристрасть, натиск і краса Агріппіни зробили свою справу. На той час Агріппіні виповнилося лише 33. Пліній Старший пише, що вона була красивою і шанованою жінкою, проте безжалісною, амбіційною, деспотичною і владною. Також він говорить про те, що у неї були вовчі ікла, що вважалося знаком успіху.
Імператор погодився зі словами: «Погоджуюсь, оскільки це моя донька, вихована мною, народжена і вирощена на моїх колінах…». 1 січня 49 року Клавдій і Агріппіна одружилися.

## Розправи з ворогами
Ще не будучи дружиною імператора Агріппіна розірвала заручини доньки Клавдія, Клавдії Октавії, з Луцієм Юнієм Сіланом Торкватом, своїм далеким родичем. Разом із цензором Луцієм Віттелієм вони звинуватили Сілана в перелюбстві з сестрою, Юнією Кальвіною, на якій був одружений один із синів Віттелія — Луцій. Сілан був змушений покінчити життя самогубством, Юнія Кальвіна отримала розлучення і була відправлена у вигнання. Таким чином, Клавдія Октавія ставала вільною для Нерона. Пізніше, в 54 році, Агріппіна наказала вбити старшого брата Сілана — Марка, щоб вберегти Нерона від помсти Сіланів.
Одразу ж після одруження Агріппіна позбулася ще однієї кандидатури, котра розглядалася як потенційна дружина Клавдія. Це була Лоллія Пауліна, що в 38 році була півроку одружена з Калігулою. Калігула розлучився з нею, оскільки вважав її безплідною. Пауліна жила в Римі, і за часів Калігули їй було заборонено спілкуватися з чоловіками. Агріппіна звинуватила її в чорній магії. Майно Пауліни було конфісковане, а їй було наказано покинути Італію. Вирушивши в заслання, Пауліна покінчила із собою.
Ще однією жертвою звинувачень Агріппіни в чорній магії стала Доміція Лепіда, тітка Нерона, на вихованні в якої він був деякий час, коли його мати була в засланні. Вся справа в тому, що обидві не могли поділити вплив на Нерона. У результаті Лепіда програла і через чорну магію її засудили до страти. Нарцис намагався захистити її всіма силами, так як розумів, що матиме великі проблеми у випадку приходу Нерона до влади, проте зрозумів, що боротися з Агрипиною сил у нього не вистачить і поїхав з Риму до Сінуесси, буцім би покращувати здоров'я. На цьому кар'єра Нарциса скінчилася.

## Імператриця Рима
Після одруження з Клавдієм вона стала імператрицею та наймогутнішою жінкою в Римській імперії. У 49 році Агріппіна сиділа на параді полонених, їхній лідер, кельтський король Каратакус вклонився перед нею з тією ж самою повагою і вдячністю, яку він виказав імператору. У 50 році Агріппіна отримала почесне звання Августи. Вона була лише третьою римською жінкою (після Лівії Друзілли та Антонії Старшої, що отримали це звання), і лише друга жива римська жінка (перша — Антонія) отримала цей титул. Давні джерела стверджують, що Агріппіна успішно маніпулювала і впливала на Клавдія, щоб він всиновив її сина і проголосив його наступником. Луцій Доміцій Агенобарб був всиновлений Клавдієм у 50-х роках, тоді ж його ім'я було змінено на Нерона Клавдія Цезаря Друза і він став спадкоємцем і визнаним наступником.
Згодом Агріппіна одружила Нерона з Октавією 9 червня 53 року у політичних цілях. Але Клавдій здогадався про плани своєї дружини, почав готувати до престолу Британіка попри зусилля Агріппіни проголосити імператором її сина. Його дії нібито дали Агріппіні мотив для вбивства Клавдія. Стародавні джерела кажуть, що вона отруїла Клавдія 13 жовтня 54 року з тарілкою смертоносних грибів на бенкеті, тим самим Нерона швидко посадили на престол імператором.

## Правління Нерона
Після цього Агріппіна була названа жрицею культу Клавдія. Їй дозволили відвідати сенатські збори, спостерігати і слухати зустрічі за завісою. У перші місяці правління Нерона Агріппіна контролювала сина та імперію. Вона втратила контроль над Нероном, коли він почав мати справу з вільновідпущенецею Клавдією Акт, що спричинило невдоволення Агрипини. Вона почала підтримувати Британіка в його спробі стати імператором. Але він був таємно отруєний за наказом Нерона під час власного бенкету в лютому 55 року. Почалася боротьба за владу між Агрипиною та її сином.
Агріппіна після цього стала дуже пильно приглядатися до свого сина та діяти досить обережно. Але це не врятувало її від вигнання із палацу сина і вона перебралася в імператорську резиденцію. Нерон позбавив матір усіх нагород і сил, і навіть римських та германських охоронців. Імператор навіть погрожував матері, що відречеться від престолу і буде жити на грецькому острові Родос, місці, де жив імператор Тиберій після розлучення з Юлією Старшою. Згодом він ще й повернув із ув'язнення суперницю Агріппіни Палладу. Звільнення Паллади та опозиція Бурруса і Сенеки сприяли втраті Агріппіною колишнього авторитету. У 57 році Агріппіна була знову вигнана з палацу і переїхала жити в маєток у Місенумі. Хоча вона й жила там, але була ще досить популярною, сильною та впливовою жінкою в Римі. Агріппіна та Нерон бачили один одного під час її коротких візитів.
Обставини, що оточують смерть Агріппіни, є достеменно невідомими через історичні протиріччя та антинероновські упередження. Всі поширені історії про смерть Агріппіни суперечать одна одній, і, як правило, є фантастичними.

## Загибель Агріппіни
Утім, незважаючи на те, що достеменно всі обставини її загибелі невідомі, існують деякі правдоподібні версії. Зокрема стверджують, що Нерон намагався отруїти її тричі, підсилав вільновідпущеника заколоти її і навіть намагався обвалити стіни та стелю її кімнати, поки вона спала. Однак вона щасливо уникала загибелі.
Та найправдоподібнішою видається версія подана Тацитом. У березні 59 року в Байях Нерон запропонував матері здійснити плавання на кораблі, котрий мав розвалитися на частини просто в морі, а Агріппіна мусила загинути. План цей придумав Анікет, вільновідпущеник та командувач флотом. Запросивши її на святкування Нерон завірив її у своїй синівській відданості. Спершу сподівалися, що вона поїде на святковий обід на цьому кораблі, проте хтось попередив її про змову, тож вона вирушила в Байї на кінних ношах. Але там люб'язність сина розвіяла її підозри, тому нічого не підозрюючи сіла на корабель. Святкування проходило ввечері й через це гадали, що вночі ніхто не зрозуміє чому розбився корабель, а це можна буде приписати випадковості, але ніч була зоряна і ясна. З нею було лише двоє її наближених — Креперей Галл та Ацерронія. За даним сигналом обвалилася обтяжена свинцем покрівля. Креперей Галл загинув одразу, а Агріппіну з Ацерронією захистили високі стінки ложа, яке було достатньо міцним. Після цього почалася паніка, корабель не розвалився і його почали розхитувати, внаслідок чого Агріппіна та Ацерронія впали у воду, але не від різкого поштовху, а плавно. Після чого Ацерронію забили баграми, так як вона кричала, що вона Агріппіна, тоді як вона сама, зберігаючи мовчання і через це невпізнана (втім, і вона дістала поранення в плече) допливла до найближчого рибальського човна, а звідти вже на берег, де їй потім допомогли дістатися до своєї вілли. Виплисти після цієї аварії їй багато в чому допомогло її минуле пірнальниці за губками, так як під час заслання Калігулою вона із сестрою були позбавлені будь-яких засобів до існування і змушені цим промислом заробляти собі на життя, продаючи потім зібрані губки.
Зрозумівши, що син вчинив на неї замах, Агріппіна вирішила вдати, що не знає про це і послала вільновідпущеника Агеріна повідомити Нерону, що вона вижила і гарно себе почуває. Нерон же викликавши до себе Бурра і Сенеку вирішив уже відкрито убити Агріппіну. Спершу це задання хотіли покласти на преторіанців, але так як вони були зв'язані присягою усьому дому Цезарів, і пам'ятаючи Германіка, не наважилися б підняти руку на його доньку, їх відкинули та переклали виконання доручення на Анікета. Ще перед цим, почувши про прибуття Агеріна, йому, коли він увійшов і почав говорити, Нерон підкинув під ноги меч. Цим він бажав дискредитувати Агріппіну, звинувативши її у спробі вбивства імператора. Після цього смерть Агріппіни можна було виставити як самогубство, через страх перед покаранням за замах на імператора. Тим часом Анікет прибув на віллу Агріппіни і, відтіснивши рабів, пройшов до її покоїв. Коли єдина рабиня, що лишалася з нею, рушила до виходу, Агріппіна промовила: «І ти мене покидаєш». Потім у покої увійшов Анікет та загін вбивць. Останнє, що Агрипина промовила їм, було: «Поражай чрево» («Бий у черево»), натякаючи, що вона породила чудовисько і кається в тому, що привела на світ такого сина.
Нерон спалив її тіло тієї ж ночі, попередньо отримавши привітання від сенату. Згодом він дозволив рабам поховати її прах у скромній гробниці в Мізенах (передмістя Неаполя).
Пізніше Нерон не раз зізнавався, що образ матері переслідує його ночами. Для того, щоб позбутися її привиду, він навіть найняв перських магів. Розповідали, що одного разу Агріппіна спитала віщунів про долю свого сина, на що їй відповіли, що він царюватиме, але уб'є свою матір, вона сказала: «Нехай вбиває, аби лиш царював».

## Символізм дати
Саме в день її загибелі у 68 році Нерону прийшла звістка про повстання в Галлії, яке поклало кінець його деспотичному та тиранічному правлінню. Тож багато хто розглядав це як покарання імператору за нечестивий вчинок.

## Творчість
Була широко освіченою людиною. Залишила по собі доволі цікаві мемуари. Ними у своїх працях користувалися Тацит та Пліній Старший.

## Пам'ять
- На її честь названо місто Колонія Агріппіна.

### У мистецтві
26 грудня 1709 року під час Венеційського карнавалу в театрі «Сан Джованні Ґрізостомо» відбулася прем'єра опери Георга Генделя Агрипина за лібрето Вінченцо Грімані, яка розповідає про інтриги Агріппіни Молодшої, скеровані на повалення  імператора Клавдія та призначення на його місце свого сина Нерона. Опера і у XXI столітті не втратила своєї привабливості для публіки завдяки інноваційним постановкам у Нью-Йорку, Амстердамі, Лондоні.  
1911 року вийшов фільм італійського кінорежисера Енріко Гуаццоні «Агріппіна». 